# أباجاس
بلدية أباجاس (بالإسبانية: Abajas)‏، هي إحدى بلديات مقاطعة برغش، التي تقع في منطقة قشتالة وليون، والتي تقع في شمال غرب إسبانيا.
يبلغ عدد سكانها 55 نسمة وفقاً لإحصائية سنة (2002).